# Fred Olivi
Fred John Olivi (Pullman, 16 gennaio 1922 – Chicago, 8 aprile 2004) è stato un militare statunitense del 509th Composite Group che partecipò come co-pilota alla missione di Nagasaki il 9 agosto 1945.

## Biografia

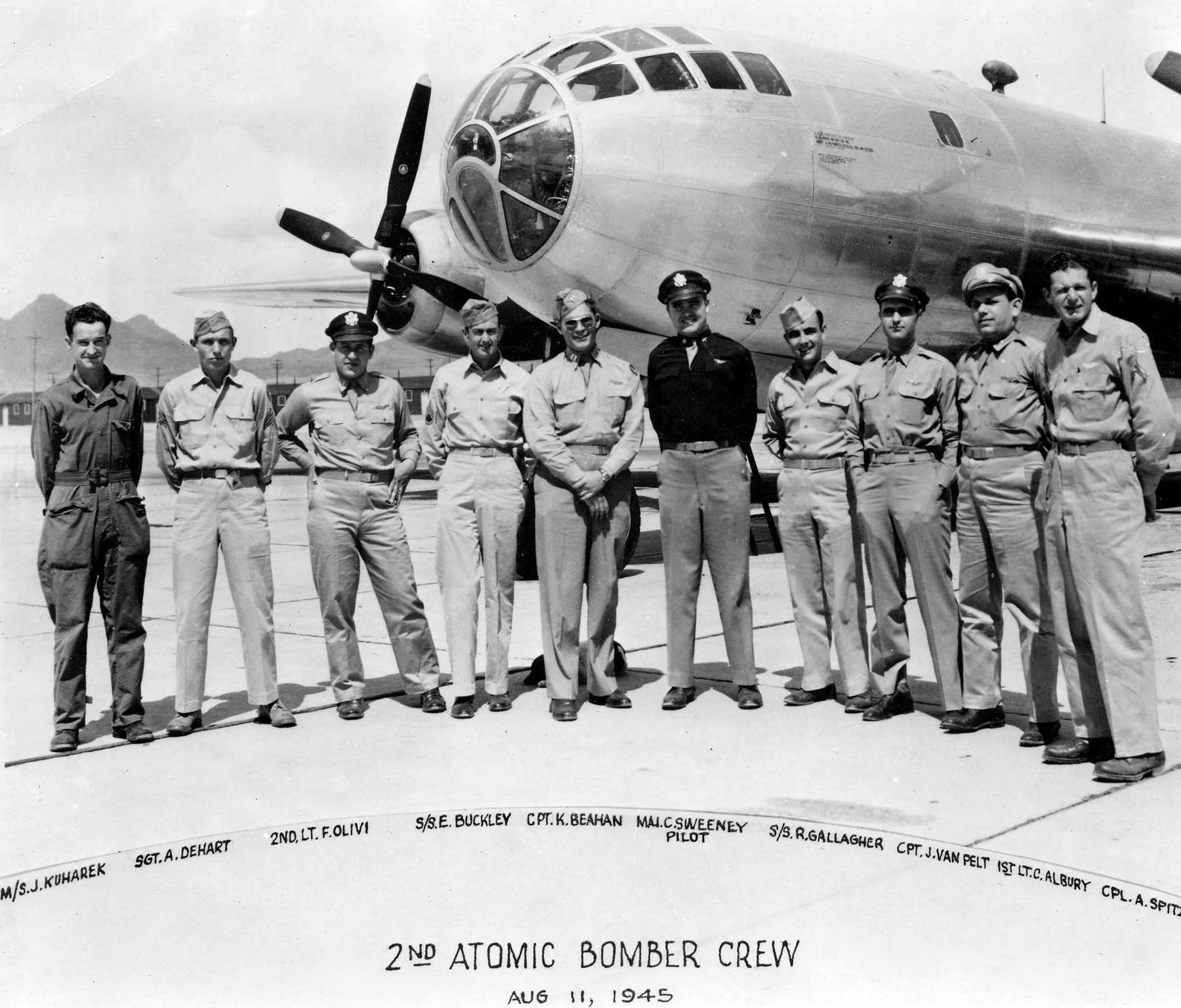
L'equipaggio C-15 che portò a termine il bombardamento di Nagasaki.

Federico John Olivi, detto Fred (o Freddie), nacque nell'Illinois, da genitori italiani di origine toscana.
Nel 1942 seguì la sua grande passione per il volo e si arruolò nell'aeronautica militare statunitense. La sua carriera militare iniziò nel 1943 quando, dopo la sua richiesta nel 1942 di arruolamento, fu convocato a Sheppard Field nel Texas.
Lì frequento la prima parte del corso, basato su esercizi fisici e teorici ma mai sul volo.
Nell'aprile del 1943 fu trasferito insieme ad altri trecento cadetti nell'East Central State Teacher's College di Ada, Oklahoma, dove iniziò anche la pratica. Dopo mesi di studio e pratica lo attendevano i test di classificazione al San Antonio Aviation Cadet Center, dove fu brillantemente promosso per cui poté proseguire gli studi per diventare un pilota.
Nel gennaio del 1944 venne assegnato alla Primary Flight Training School, a Saint Louis, Illinois, dove imparò a pilotare i monoplani Fairchild PT-19, versatili e resistenti. poco dopo fu nuovamente trasferito, questa volta nella base di Independence, Kansas, dove imparò a pilotare i Vultee BT-13 Valiant, i North American BT-14 e i Vultee BT-15 Valiant.
Alla fine del corso dovette scegliere se continuare a pilotare aerei monomotore o passare ai più potenti bimotore e quadrimotore. A giugno fu portato a Lubbock, in Texas, dove imparò a pilotare i bimotori e dove ottenne la qualifica di sottotenente dell'aeronautica militare statunitense. Dopo la cerimonia fu convocato a Fort Worth, sempre in Texas, dove imparò a domare i B-24 "Liberator" (si trattava di un aeromobile lungo venti metri con un'apertura alare di 33 m ed un'altezza pari a 6 m).
Quando terminò il corso, ottenne i gradi di comandante e di primo pilota. Dopo aver superato brillantemente tutti i corsi venne assegnato a 509th Composite Group, reparto segreto dell'aviazione americana, avente base a Wendover, Utah. Lì seguì il corso per diventare pilota di Boeing B-29 Superfortress.
Fu assegnato all'equipaggio del The Great Artiste con comandante il tenente Albury.

## Missioni
Olivi partecipò a diverse missioni, ma la più importante fu quella che lo vide, in qualità di co-pilota (anche se a pilotare l'aereo erano il maggiore Sweeney e il tenente Albury), sganciare la seconda bomba atomica, a bordo del BOCKSCAR, su Nagasaki. L'operazione fu molto complessa, infatti il primo obiettivo era Kokura, ma per problemi di visibilità (dovevano infatti sganciare l'ordigno a vista), Fat Man dovette essere sganciato su Nagasaki, dove si era aperto un varco fra le nubi. La bomba atomica non colpì l'obiettivo prestabilito, ma provocò comunque ingenti danni. Al ritorno il comandante Sweeney fu costretto ad effettuare un atterraggio di fortuna nella base di Okinawa. Il BOCKSCAR, rifornitosi, fece poi ritorno a Tinian. Olivi partecipò, a bordo del The Great Artiste al raid aereo su Tokio, che precedette di poche ore l'annuncio della resa dell'impero del Sol Levante.

## Dopo la Guerra
Fred J. Olivi ottenne il grado di tenente all'inizio del 1946 e nel giugno dello stesso anno diventò primo pilota dei Boeing B-29 Superfortress. Dopo un'offerta per entrare a far parte dei Servizi Segreti, Olivi abbandonò la carriera militare diventando riserva dell'aeronautica.
Nel 1958 venne promosso capitano e nel 1972 chiese ed ottenne il congedo.
Intanto già nel 1950 era entrato nel mondo dell'ingegneria, diventando poi progettista nel dipartimento di ingegneria civile di Chicago fino al 1986, anno del pensionamento. Nel 1999 Olivi scrisse un'autobiografia, pubblicata nel 2005 in Italia.
Egli mancò l'8 aprile 2004 ed è stato sepolto nel cimitero del santo sepolcro ad Alsip, Illinois.

## Equipaggio del Bockscar il 9 agosto 1945
- Maggiore Charles W. Sweeney, pilota
- Capitano James Van Pelt, navigatore
- Capitano Raymond "Kermit" Beahan, addetto al bombardamento
- Tenente Charles D. Albury, copilota
- Sottotenente Fred Olivi, copilota
- Caporale Abe Spitzer, operatore radio
- Sergente maggiore John Kuharek, ingegnere di bordo
- Sergente Ray Gallagher, mitragliere e assistente ingegnere
- Sergente Edward Buckley, operatore radar
- Sergente Albert Dehart, mitragliere di coda

Sul Bockscar era presente anche il seguente personale della Marina:
- Ammiraglio Frederick Ashworth, addetto alla bomba
- Lt. Philip Barnes, assistente dell'ammiraglio
- Lt. Jacob Beser, addetto alle contromisure